# Сан-Пьеро-а-Сьеве
Сан-Пьеро-а-Сьеве (итал. San Piero a Sieve) — упразднённая коммуна в Италии, располагалась в регионе Тоскана, в провинции Флоренция.

## Описание
На 2008 г. население составляло 4065 человек, плотность населения — 114 чел./км². Занимала площадь 36 км². Почтовый индекс — 50037. Телефонный код — 055.
Покровителем коммуны почитался святой апостол Пётр, празднование 29 июня.
По итогам референдума, прошедшего 6—7 октября 2013 года, с 1 января 2014 года коммуны Сан-Пьеро-а-Сьеве и Скарперия объединены в новую коммуну Скарперия-э-Сан-Пьеро.

## Демография
Динамика населения:

## Администрация коммуны
- Официальный сайт: http://www.comune.san-piero-a-sieve.fi.it Архивная копия от 30 января 2020 на Wayback Machine